# Supercoupe de la CAF 2012
Navigation
Édition précédente Édition suivante
La Supercoupe de la CAF 2012 (appelé aussi Orange CAF Supercoupe, du nom de son sponsor) est la vingtième édition organisée par la Confédération africaine de football. C'est également la neuvième où les deux participants sont les vainqueurs de la Ligue des champions de la CAF et de la Coupe de la confédération.
Cette édition se déroule le 25 février 2012 au stade olympique de Radès en Tunisie.

## Participants
Les deux participants qui s'affrontent pour le titre sont les vainqueurs des deux premières compétitions africaines, à savoir la Ligue des champions de la CAF et la Coupe de la confédération. Il s'agit de la vingtième édition de la Supercoupe d'Afrique.

### Vainqueur de la Ligue des champions
Le vainqueur de la Ligue des champions est l'Espérance sportive de Tunis. Il s'agit de son deuxième titre dans cette compétition et le premier gagné en 2011 en tant que « Ligue des champions de la CAF ». Son premier titre gagné dans cette compétition remonte à 1994 en tant que « Coupe d'Afrique des clubs champions ». Il a également gagné un premier titre de la Supercoupe de la CAF en 1995.

### Vainqueur de la Coupe de la confédération
Le vainqueur de la Coupe de la confédération est le Maghreb Association sportive, il s'agit de son premier titre dans cette compétition mais aussi du seul titre international remporté. Cette édition de la Supercoupe de la CAF est sa première participation.

## Résultats

### Match
Le match opposant les deux vainqueurs des coupes africaines a toujours lieu sur le terrain de celui qui a remporté la Ligue des champions de la CAF. Le vainqueur étant l'Espérance sportive de Tunis, la rencontre aura donc lieu en Tunisie, plus précisément au stade olympique de Radès.
| Entraîneur :    |
| Michel Decastel |

| Entraîneur :   |
| Rachid Taoussi |

| Entraîneur :    |
| Michel Decastel |

| Entraîneur :   |
| Rachid Taoussi |

### Vainqueur
Le Maghreb Association sportive s'impose au terme des tirs au but (4-3), après un score nul (1-1) durant le temps réglementaire. Il s'agit de sa première victoire dans la compétition mais aussi de la première victoire d'un club vainqueur de la coupe de la confédération contre le vainqueur de la Ligue des champions de la CAF.
Après vingt minutes de jeu, les deux équipes affiche un niveau plus ou moins semblable, avec une net avantage pour les Tunisiens qui essaient à plusieurs reprises de surprendre leurs adversaires. Cependant, ce sont les Marocains qui surprennent le gardien de l'Espérance sportive de Tunis, Moez Ben Cherifia, en marquant le premier but du match, à la vingtième minute, grâce à Hamza Hajji qui adresse un centrage côté droit qui trouve au premier poteau Hamza Abourazzouk dont la reprise du gauche ne laisse aucune chance au gardien.
Le score reste inchangé jusqu'à la fin de la première période pour donner la voie à une deuxième mi-temps durant laquelle les Tunisiens tentent d'égaliser. Les Marocains perdent leur gardien titulaire, Anas Zniti, blessé dans un télescopage avec Wajdi Bouazzi et remplacé par Ismaïl Kouha (59e). Néanmoins, les Tunisiens perdent de leur côté Mejdi Traoui, expulsé par le Sud-Africain Daniel Bennett pour un double avertissement (62e).
Les Tunisiens réussissent finalement à égaliser le score durant le temps additionnel, estimé par l'arbitre à onze minutes, à la 100e grâce à Khalil Chemmam. Après ce but d'égalisation, les deux clubs sont obligés de passer directement aux tirs au but.
En l'emportant (4-3), le Maghreb Association sportive offre au Maroc sa deuxième supercoupe de la CAF (après le Raja Club Athletic, en 2000) et succède au palmarès aux Congolais du Tout Puissant Mazembe. C'est la septième fois que le vainqueur de la supercoupe de la CAF est désigné à l'issue des tirs au but (1993, 1997, 1998, 2006, 2007 et 2011).
| Supercoupe de la CAF Vainqueur 2012        |
| ------------------------------------------ |
| Maghreb Association sportive Premier titre |